# AS Fortuna
Der AS Fortuna de Mfou, auch einfach nur AS Fortuna, ist ein 1998 gegründeter kamerunischer Fußballverein aus Mfou. Aktuell spielt der Verein in der ersten Liga, der MTN Elite one.

## Stadion

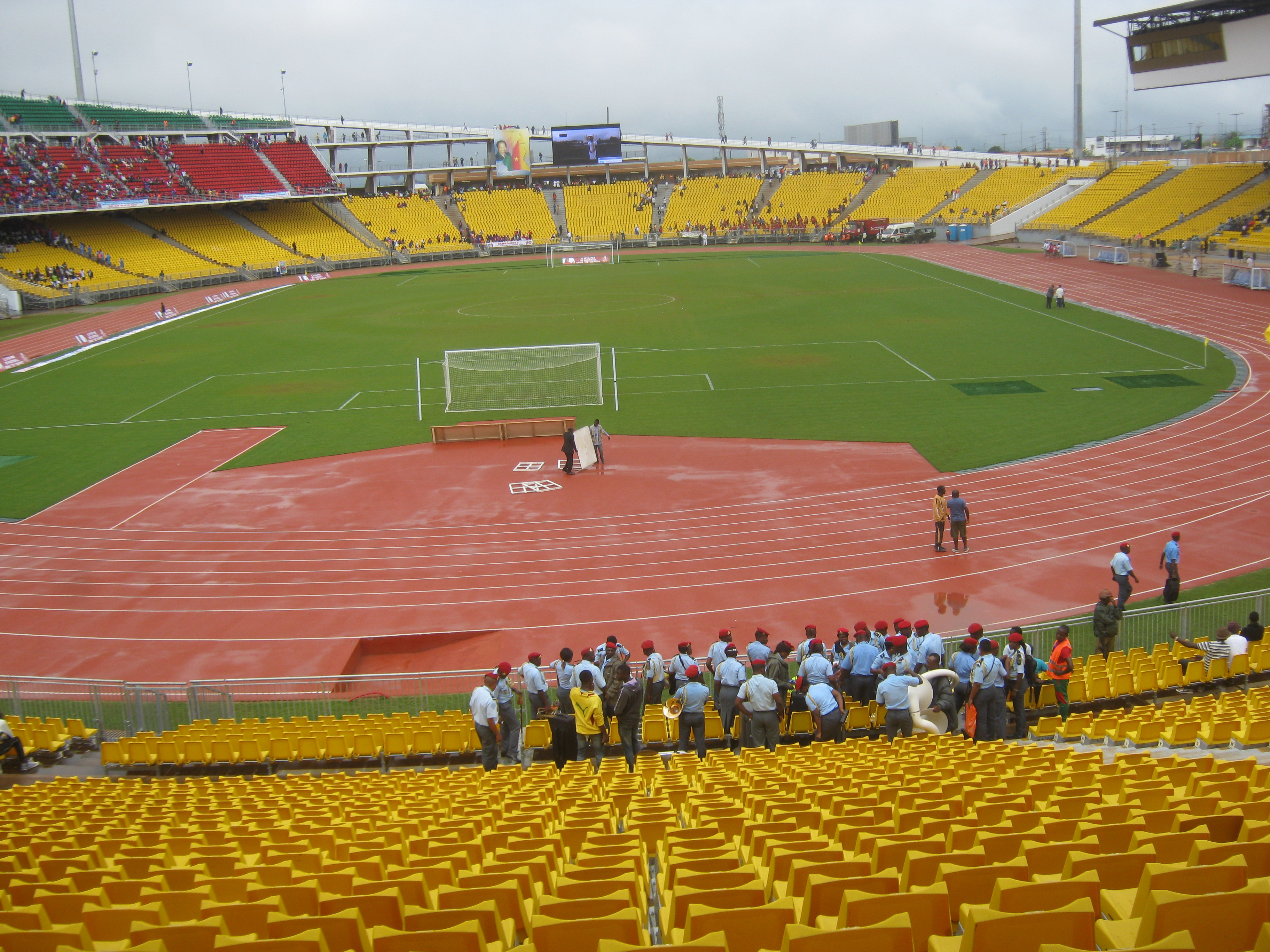
Stade Ahmadou Ahidjo

Der Verein trägt seine Heimspiele im Stade Ahmadou Ahidjo in Yaoundé aus. Das Stadion hat ein Fassungsvermögen von 40.122 Personen.